# Tisová u Tachova

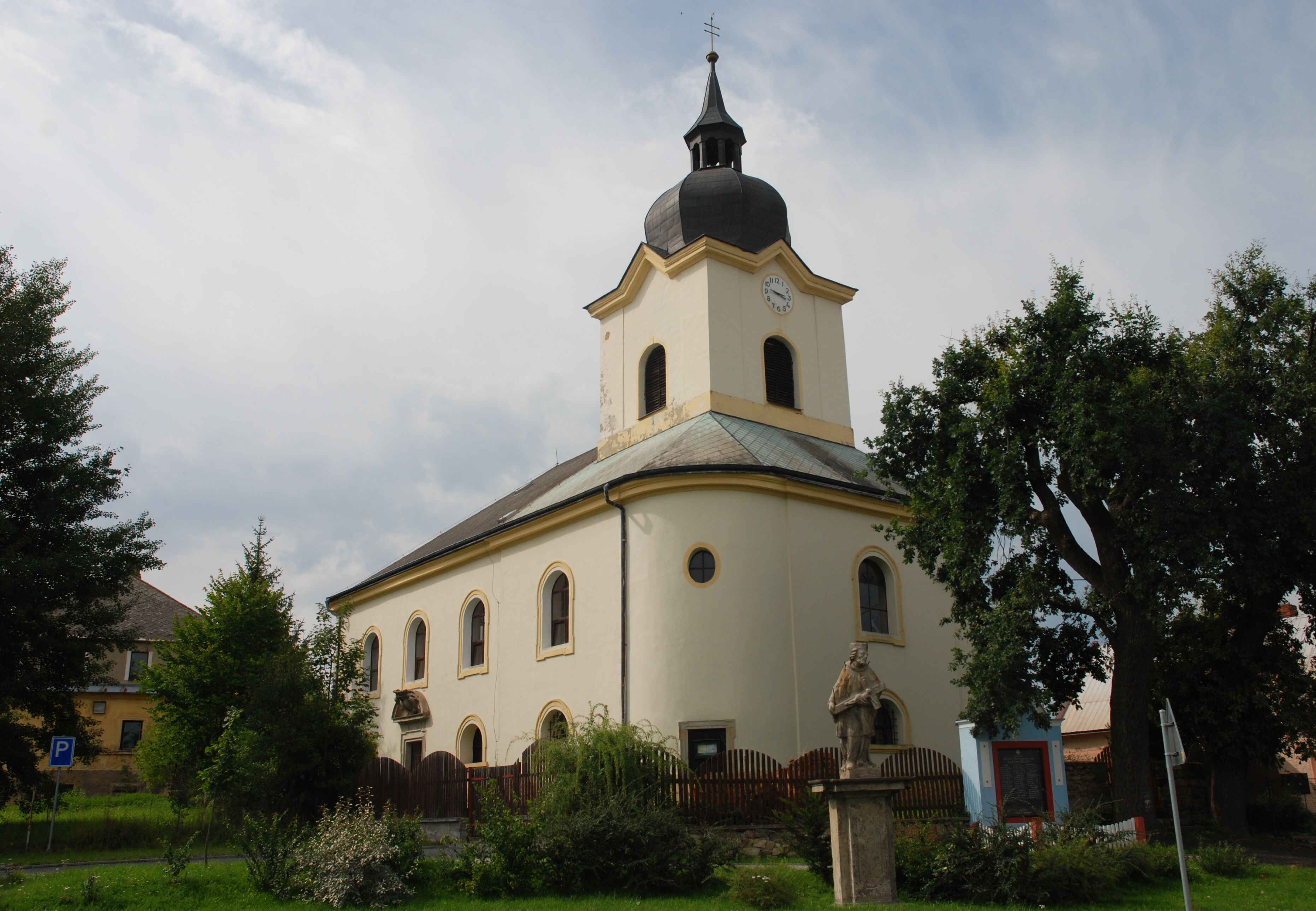
Kirche des hl. Nikolaus

Tisová (deutsch Tissa) ist eine Gemeinde mit 527 Einwohnern (Stand: 1. Januar 2023)  in Tschechien. Sie liegt 7 km südöstlich von Tachov in einer Höhe von 501 m ü. M. und gehört dem Okres Tachov an.

## Geschichte
Die erste Erwähnung des Ortes stammt aus dem Jahre 1233. Das Dorf gehörte vom bis 1848 zur Herrschaft Tachau. Tissa besaß mit der St. Nikolaus-Kirche eine eigene Pfarrkirche. 1939 lebten in dem Ort 300 Menschen.
Nach dem Münchner Abkommen wurde der Ort dem Deutschen Reich zugeschlagen und gehörte bis 1945 zum Landkreis Tachau.
Zum 1. Januar 1980 wurde Tisová nach Staré Sedliště eingemeindet. Seit 24. November 1990 ist es wieder eine eigenständige Gemeinde.

## Gemeindegliederung
Die Gemeinde Tisová besteht aus den Ortsteilen Hlinné (Lihn), Jemnice (Gamnitz), Kumpolec (Gumplitz), Lhotka (Vogelsang), Tisová und Trnová (Tirna). Grundsiedlungseinheiten sind Jemnice, Lhotka, Tisová und Trnová.
Das Gemeindegebiet gliedert sich in die Katastralbezirke Jemnice u Tisové, Kumpolec, Tisová u Tachova und Trnová u Tachova.